# Athlétisme aux Jeux olympiques de 1912, résultats détaillés
Pour les podiums, voir Athlétisme aux Jeux olympiques d'été de 1912

## Sprint

### 100 mètres
| Médaille | Nom               | Pays                   | Performance |
| -------- | ----------------- | ---------------------- | ----------- |
| 1        | Ralph Craig       | États-Unis             | 10 s 8      |
| 2        | Alvah Meyer       | États-Unis             | 10 s 9      |
| 3        | Donald Lippincott | États-Unis             | 10 s 9      |
| 4        | George Patching   | Union d'Afrique du Sud | 10 s 9      |
| 5        | Frank Belote      | États-Unis             | 11 s 0      |
| DNS      | Howard Drew       | États-Unis             | DNS         |

### 200 mètres
| Médaille | Nom                | Pays                                        | Performance |
| -------- | ------------------ | ------------------------------------------- | ----------- |
| 1        | Ralph Craig        | États-Unis                                  | 21 s 7      |
| 2        | Donald Lippincott  | États-Unis                                  | 21 s 8      |
| 3        | William Applegarth | Royaume-Uni de Grande-Bretagne et d'Irlande | 22 s 0      |
| 4        | Richard Rau        | Empire allemand                             | 22 s 2      |
| 5        | Charles Reidpath   | États-Unis                                  | 22 s 3      |
| 6        | Donnell Young      | États-Unis                                  | 22 s 3      |

### 400 mètres
| Médaille | Nom              | Pays            | Performance |
| -------- | ---------------- | --------------- | ----------- |
| 1        | Charles Reidpath | États-Unis      | 48 s 2      |
| 2        | Hanns Braun      | Empire allemand | 48 s 3      |
| 3        | Edward Lindberg  | États-Unis      | 48 s 4      |
| 4        | Ted Meredith     | États-Unis      | 49 s 2      |
| 5        | Caroll Haff      | États-Unis      | 49 s 5      |

## Course de demi-fond

### 800 mètres
| Médaille | Nom                | Pays            | Performance       |
| -------- | ------------------ | --------------- | ----------------- |
| 1        | Ted Meredith       | États-Unis      | 1 min 51 s 9 (RM) |
| 2        | Melvin Sheppard    | États-Unis      | 1 min 52 s 0      |
| 3        | Ira Davenport      | États-Unis      | 1 min 52 s 0      |
| 4        | Melville Brock     | Canada          | 1 min 52 s 7      |
| 5        | David Caldwell     | États-Unis      | 1 min 52 s 8      |
| 6        | Hanns Braun        | Empire allemand | 1 min 53 s 1      |
| 7        | Clarence Edmundson | États-Unis      | N/A               |
| 8        | Herbert Putnam     | États-Unis      | N/A               |

### 1 500 mètres
| Médaille | Nom               | Pays                                        | Performance  |
| -------- | ----------------- | ------------------------------------------- | ------------ |
| 1        | Arnold Jackson    | Royaume-Uni de Grande-Bretagne et d'Irlande | 3 min 56 s 8 |
| 2        | Abel Kiviat       | États-Unis                                  | 3 min 56 s 9 |
| 3        | Norman Taber      | États-Unis                                  | 3 min 56 s 9 |
| 4        | John Paul         | États-Unis                                  | 3 min 57 s 2 |
| 5        | Ernst Wide        | Suède                                       | 3 min 57 s 6 |
| 6        | Philip Noel-Baker | Royaume-Uni de Grande-Bretagne et d'Irlande | 4 min 01 s 0 |
| 7        | John Zander       | Suède                                       | 4 min 02 s 0 |
| 8        | Henri Arnaud      | France                                      | 4 min 02 s 2 |

### 3 000 mètres par équipes
| Médaille | Nom                                                                 | Pays                                        | Performance |
| -------- | ------------------------------------------------------------------- | ------------------------------------------- | ----------- |
| 1        | Tell Berna Norman Taber George Bonhag Abel Kiviat Henry Louis Scott | États-Unis                                  | 9 pts       |
| 2        | Thorild Ohlsson Ernst Wide Bror Fock Nils Frykberg John Zander      | Suède                                       | 13 pts      |
| 3        | William Cottrill George Hutson Cyril Porter Edward Owen Frank Moore | Royaume-Uni de Grande-Bretagne et d'Irlande | 23 pts      |

## Course de fond

### 5 000 mètres
| Médaille | Nom                | Pays                                        | Performance   |
| -------- | ------------------ | ------------------------------------------- | ------------- |
| 1        | Hannes Kolehmainen | Finlande                                    | 14 min 36 s 6 |
| 2        | Jean Bouin         | France                                      | 14 min 36 s 7 |
| 3        | George Hutson      | Royaume-Uni de Grande-Bretagne et d'Irlande | 15 min 07 s 6 |
| 4        | George Bonhag      | États-Unis                                  | 15 min 09 s 8 |
| 5        | Tell Berna         | États-Unis                                  | 15 min 10 s 0 |
| 6        | Mauritz Carlsson   | Suède                                       | 15 min 18 s 6 |
| 7        | Louis Scott        | États-Unis                                  | N/A           |
| 8        | Alexander DeCoteau | Canada                                      | N/A           |

### 10 000 mètres
| Médaille | Nom                | Pays             | Performance   |
| -------- | ------------------ | ---------------- | ------------- |
| 1        | Hannes Kolehmainen | Finlande         | 31 min 20 s 8 |
| 2        | Lewis Tewanima     | États-Unis       | 32 min 06 s 6 |
| 3        | Albin Stenroos     | Finlande         | 32 min 21 s 8 |
| 4        | Joe Keeper         | Canada           | 32 min 36 s 2 |
| 5        | Alfonso Orlando    | Royaume d'Italie | 33 min 31 s 2 |

## Courses de haies

### 110 mètres haies
| Médaille | Nom             | Pays                                        | Performance |
| -------- | --------------- | ------------------------------------------- | ----------- |
| 1        | Frederick Kelly | États-Unis                                  | 15 s 1      |
| 2        | James Wendell   | États-Unis                                  | 15 s 2      |
| 3        | Martin Hawkins  | États-Unis                                  | 15 s 3      |
| 4        | John Case       | États-Unis                                  | 15 s 3      |
| 5        | Kenneth Powell  | Royaume-Uni de Grande-Bretagne et d'Irlande | 15 s 5      |
| 6        | John Nicholson  | États-Unis                                  | DNF         |

## Relais

### 4 × 100 mètres
| Médaille | Nom                                                           | Pays                                        | Performance |
| -------- | ------------------------------------------------------------- | ------------------------------------------- | ----------- |
| 1        | David Jacobs Henry Macintosh Victor d'Arcy William Applegarth | Royaume-Uni de Grande-Bretagne et d'Irlande | 42 s 4      |
| 2        | Ivan Möller Karl August Luther Ture Persson Knut Lindberg     | Suède                                       | 42 s 6      |
| 3        | Otto Röhr Erwin Kern Max Herrmann Richard Rau                 | Empire allemand                             | DSQ         |

### 4 × 400 mètres
| Médaille | Nom                                                              | Pays                                        | Performance       |
| -------- | ---------------------------------------------------------------- | ------------------------------------------- | ----------------- |
| 1        | Mel Sheppard Edward Lindberg Ted Meredith Charles Reidpath       | États-Unis                                  | 3 min 16 s 6 (RM) |
| 2        | Charles Poulenard Pierre Failliot Charles Lelong Robert Schurrer | France                                      | 3 min 20 s 7      |
| 3        | Cyril Seedhouse George Nicol Ernest Henley James Soutter         | Royaume-Uni de Grande-Bretagne et d'Irlande | 3 min 23 s 2      |

## Cross-country

### Cross-country individuel
| Médaille | Nom                | Pays                   | Performance   |
| -------- | ------------------ | ---------------------- | ------------- |
| 1        | Hannes Kolehmainen | Finlande               | 45 min 11 s 6 |
| 2        | Hjalmar Andersson  | Suède                  | 45 min 44 s 8 |
| 3        | John Eke           | Suède                  | 46 min 37 s 6 |
| 4        | Jalmari Eskola     | Finlande               | 46 min 54 s 8 |
| 5        | Josef Ternström    | Suède                  | 47 min 07 s 1 |
| 6        | Albin Stenroos     | Finlande               | 47 min 23 s 4 |
| 7        | Ville Kyrönen      | Finlande               | 47 min 32 s 0 |
| 8        | Leonard Richardson | Union d'Afrique du Sud | 47 min 33 s 5 |

### Cross-country par équipes
| Médaille | Nom | Pays                                        | Performance |
| -------- | --- | ------------------------------------------- | ----------- |
| 1        | Hjalmar Andersson John Eke Josef Ternström Brynolf Larsson Johan Sundkvist Klas Lundström Bror Fock Gustav Carlén | Suède                                       | 10 pts      |
| 2        | Hannes Kolehmainen Jalmari Eskola Albin Stenroos Ville Kyrönen Viljam Johansson Väinö Heikkilä                    | Finlande                                    | 11 pts      |
| 3        | Frederick Hibbins Ernest Glover Thomas Humphreys                                                                  | Royaume-Uni de Grande-Bretagne et d'Irlande | 49 pts      |
| 4        | Olaf Hovdenak Parelius Finnerud Johannes Andersen                                                                 | Norvège                                     | 61 pts      |
| 5        | Lauritz Christiansen Viggo Pedersen Gerhard Topp Steen Rasmussen                                                  | Danemark                                    | 63 pts      |
| 6        | Harry Hellawell Louis Scott Tell Berna George Bonhag William Kramer                                               | États-Unis                                  | DNF         |

## Courses sur route

### Marathon
| Médaille | Nom                | Pays                   | Performance     |
| -------- | ------------------ | ---------------------- | --------------- |
| 1        | Ken McArthur       | Union d'Afrique du Sud | 2 h 36 min 54 s |
| 2        | Chris Gitsham      | Union d'Afrique du Sud | 2 h 37 min 52 s |
| 3        | Gaston Strobino    | États-Unis             | 2 h 38 min 42 s |
| 4        | Andrew Sockalexis  | États-Unis             | 2 h 42 min 07 s |
| 5        | James Duffy        | Canada                 | 2 h 42 min 18 s |
| 6        | Siegfrid Jacobsson | Suède                  | 2 h 43 min 24 s |
| 7        | John Gallagher     | États-Unis             | 2 h 44 min 19 s |
| 8        | Joseph Erxleben    | États-Unis             | 2 h 45 min 47 s |

### 10 km marche
| Médaille | Nom                   | Pays                                        | Performance   |
| -------- | --------------------- | ------------------------------------------- | ------------- |
| 1        | George Goulding       | Canada                                      | 46 min 28 s 4 |
| 2        | Ernest Webb           | Royaume-Uni de Grande-Bretagne et d'Irlande | 46 min 50 s 4 |
| 3        | Fernando Altimani     | Royaume d'Italie                            | 47 min 47 s 6 |
| 4        | Aage Rasmussen        | Danemark                                    | 48 min 00 s 4 |
| 5        | William Palmer Palmer | Royaume-Uni de Grande-Bretagne et d'Irlande | DNF           |
| 6        | Frederick Kaiser      | États-Unis                                  | DNF           |
| 7        | Theodore Dumbill      | Royaume-Uni de Grande-Bretagne et d'Irlande | DSQ           |
| 8        | Vilhelm Gylche        | Danemark                                    | DNF           |

## Sauts

### Saut en hauteur
| Médaille | Nom                    | Pays            | Performance |
| -------- | ---------------------- | --------------- | ----------- |
| 1        | Alma Richards          | États-Unis      | 1,93 m (RO) |
| '2       | Hans Liesche           | Empire allemand | 1,91 m      |
| 3        | George Horine          | États-Unis      | 1,89 m      |
| 4        | Egon Erickson          | États-Unis      | 1,87 m      |
| 4        | Jim Thorpe             | États-Unis      | 1,87 m      |
| 5        | Harry Grumpelt         | États-Unis      | 1,85 m      |
| 5        | John Johnstone         | États-Unis      | 1,85 m      |
| 7        | Karl-Axel Kullerstrand | Suède           | 1,83 m      |
| 8        | Iván Wardener          | Hongrie         | 1,80 m      |

- Jim Thorpe a été disqualifié en 1913 par le CIO. Il n'a été réhabilité qu'en 1983.

### Saut en hauteur sans élan
| Médaille | Nom                      | Pays             | Performance |
| -------- | ------------------------ | ---------------- | ----------- |
| 1        | Platt Adams              | États-Unis       | 1,63 m      |
| '2       | Benjamin Adams           | États-Unis       | 1,60 m      |
| 3        | Konstantínos Tsiklitíras | Royaume de Grèce | 1,55 m      |
| 4        | Edvard Möller            | Suède            | 1,50 m      |
| 4        | Richard Byrd             | États-Unis       | 1,50 m      |
| 4        | Leo Goehring             | États-Unis       | 1,50 m      |

### Saut à la perche
| Médaille | Nom              | Pays       | Performance |
| -------- | ---------------- | ---------- | ----------- |
| 1        | Harry Babcock    | États-Unis | 3,95 m      |
| '2       | Frank Nelson     | États-Unis | 3,85 m      |
| '2       | Marc Wright      | États-Unis | 3,85 m      |
| 3        | Bertil Uggla     | Suède      | 3,80 m      |
| 3        | Frank Murphy     | États-Unis | 3,80 m      |
| 3        | William Happenny | Canada     | 3,80 m      |
| 7        | Samuel Bellah    | États-Unis | 3,75 m      |
| 8        | William Fritz    | États-Unis | 3,65 m      |
| 8        | Frank Coyle      | États-Unis | 3,65 m      |
| 8        | Gordon Dukes     | États-Unis | 3,65 m      |

### Saut en longueur
| Médaille | Nom               | Pays            | Performance |
| -------- | ----------------- | --------------- | ----------- |
| 1        | Albert Gutterson  | États-Unis      | 7,60 m (RO) |
| '2       | Calvin Bricker    | Canada          | 7,21 m      |
| 3        | Georg Åberg       | Suède           | 7,18 m      |
| 4        | Harry Worthington | États-Unis      | 7,03 m      |
| 5        | Eugene Mercer     | États-Unis      | 6,97 m      |
| 6        | Fred Allen        | États-Unis      | 6,94 m      |
| 7        | Jim Thorpe        | États-Unis      | 6,89 m      |
| 7        | Robert Pasemann   | Empire allemand | 6,82 m      |
| 8        | Frank Irons       | États-Unis      | 6,80 m      |

- Jim Thorpe a été disqualifié en 1913 par le CIO. Il n'a été réhabilité qu'en 1983.

### Saut en longueur sans élan
| Médaille | Nom                      | Pays             | Performance |
| -------- | ------------------------ | ---------------- | ----------- |
| 1        | Konstantínos Tsiklitíras | Royaume de Grèce | 3,37 m      |
| '2       | Platt Adams              | États-Unis       | 3,36 m      |
| 3        | Benjamin Adams           | États-Unis       | 3,28 m      |
| 4        | Gustaf Malmsten          | Suède            | 3,20 m      |
| 5        | Edvard Möller            | Suède            | 3,14 m      |
| 5        | Leo Goehring             | États-Unis       | 3,14 m      |
| 7        | András Baronyi           | Hongrie          | 3,13 m      |
| 8        | Leslie Byrd              | États-Unis       | 3,12 m      |

### Triple saut
| Médaille | Nom             | Pays       | Performance |
| -------- | --------------- | ---------- | ----------- |
| 1        | Gustaf Lindblom | Suède      | 14,76 m     |
| '2       | Georg Åberg     | Suède      | 14,51 m     |
| 3        | Erik Almlöf     | Suède      | 14,17 m     |
| 4        | Erling Vinne    | Norvège    | 14,14 m     |
| 5        | Platt Adams     | États-Unis | 14,09 m     |
| 6        | Edvard Larsen   | Norvège    | 14,06 m     |
| 7        | Hjalmar Ohlsson | Suède      | 14,01 m     |
| 8        | Nils Fixdal     | Norvège    | 13,96 m     |

## Lancers

### Lancer du poids
| Médaille | Nom              | Pays                                        | Performance |
| -------- | ---------------- | ------------------------------------------- | ----------- |
| 1        | Patrick McDonald | États-Unis                                  | 15,34 m     |
| '2       | Ralph Rose       | États-Unis                                  | 15,25 m     |
| 3        | Lawrence Whitney | États-Unis                                  | 13,93 m     |
| 4        | Elmer Niklander  | Finlande                                    | 13,65 m     |
| 5        | George Philbrook | États-Unis                                  | 13,13 m     |
| 6        | Imre Mudin       | Hongrie                                     | 12,81 m     |
| 7        | Einar Nilsson    | Suède                                       | 12,62 m     |
| 8        | Patrick Quinn    | Royaume-Uni de Grande-Bretagne et d'Irlande | 12,53 m     |

### Lancer du poids à deux mains
| Médaille | Nom              | Pays           | Performance |
| -------- | ---------------- | -------------- | ----------- |
| 1        | Ralph Rose       | États-Unis     | 27,70 m     |
| '2       | Patrick McDonald | États-Unis     | 27,53 m     |
| 3        | Elmer Niklander  | Finlande       | 27,14 m     |
| 4        | Lawrence Whitney | États-Unis     | 24,09 m     |
| 5        | Einar Nilsson    | Suède          | 23,37 m     |
| 6        | Paavo Aho        | Finlande       | 23,30 m     |
| 7        | Migir Migiryan   | Empire ottoman | 19,51 m     |

### Lancer du disque
| Médaille | Nom              | Pays       | Performance |
| -------- | ---------------- | ---------- | ----------- |
| 1        | Armas Taipale    | Finlande   | 45,21 m     |
| '2       | Richard Byrd     | États-Unis | 42,32 m     |
| 3        | James Duncan     | États-Unis | 42,28 m     |
| 4        | Elmer Niklander  | Finlande   | 42,09 m     |
| 5        | Hans Tronner     | Autriche   | 41,24 m     |
| 6        | Arlie Mucks      | États-Unis | 40,93 m     |
| 7        | George Philbrook | États-Unis | 40,92 m     |
| 8        | Emil Magnusson   | Suède      | 39,91 m     |

### Lancer du disque à deux mains
| Médaille | Nom             | Pays       | Performance |
| -------- | --------------- | ---------- | ----------- |
| 1        | Armas Taipale   | Finlande   | 82,86 m     |
| '2       | Elmer Niklander | Finlande   | 77,96 m     |
| 3        | Emil Magnusson  | Suède      | 77,37 m     |
| 4        | Einar Nilsson   | Suède      | 71,40 m     |
| 5        | James Duncan    | États-Unis | 71,13 m     |
| 6        | Emil Muller     | États-Unis | 69,56 m     |
| 7        | Folke Fleetwood | Suède      | 68,22 m     |
| 8        | Carl Johan Lind | Suède      | 68,02 m     |

### Lancer du marteau
| Médaille | Nom             | Pays                                        | Performance |
| -------- | --------------- | ------------------------------------------- | ----------- |
| 1        | Matthew McGrath | États-Unis                                  | 54,74 m     |
| '2       | Duncan Gillis   | Canada                                      | 48,39 m     |
| 3        | Clarence Childs | États-Unis                                  | 48,17 m     |
| 4        | Robert Olsson   | Suède                                       | 46,50 m     |
| 5        | Carl Johan Lind | Suède                                       | 45,61 m     |
| 6        | Dennis Carey    | Royaume-Uni de Grande-Bretagne et d'Irlande | 43,78 m     |
| 7        | Nils Linde      | Royaume-Uni de Grande-Bretagne et d'Irlande | 43,32 m     |
| 8        | Carl Jahnzon    | Suède                                       | 42,58 m     |

### Lancer du javelot
| Médaille | Nom              | Pays     | Performance |
| -------- | ---------------- | -------- | ----------- |
| 1        | Eric Lemming     | Suède    | 60,64 m     |
| '2       | Julius Saaristo  | Finlande | 58,66 m     |
| 3        | Mór Kóczán       | Hongrie  | 55,50 m     |
| 4        | Juho Halme       | Finlande | 54,65 m     |
| 5        | Väinö Siikaniemi | Finlande | 52,43 m     |
| 6        | Richard Åbrink   | Suède    | 52,20 m     |
| 7        | Arne Halse       | Norvège  | 51,98 m     |
| 8        | Jonni Myyrä      | Finlande | 51,32 m     |

### Lancer du javelot à deux mains
| Médaille | Nom              | Pays     | Performance |
| -------- | ---------------- | -------- | ----------- |
| 1        | Julius Saaristo  | Finlande | 109,42 m    |
| '2       | Väinö Siikaniemi | Finlande | 101,13 m    |
| 3        | Urho Peltonen    | Finlande | 100,24 m    |
| 4        | Eric Lemming     | Suède    | 98,59 m     |
| 5        | Arne Halse       | Norvège  | 96,92 m     |
| 6        | Richard Åbrink   | Suède    | 93,12 m     |
| 7        | Daniel Johansen  | Norvège  | 92,82 m     |
| 8        | Otto Nilsson     | Suède    | 88,90 m     |

## Épreuves combinées

### Pentathlon
| Médaille | Nom             | Pays       | Performance |
| -------- | --------------- | ---------- | ----------- |
| 1        | Jim Thorpe      | États-Unis | 7 pts       |
| 1        | Ferdinand Bie   | Norvège    | 16 pts      |
| '2       | James Donahue   | États-Unis | 24 pts      |
| 3        | Frank Lukeman   | Canada     | 24 pts      |
| 4        | Austin Menaul   | États-Unis | 25 pts      |
| 5        | Avery Brundage  | États-Unis | 26 pts      |
| 6        | Hugo Wieslander | Suède      | 28 pts      |

- Jim Thorpe a été disqualifié en 1913 par le CIO. Il n'a été réhabilité qu'en 1983.

### Décathlon
| Médaille | Nom               | Pays            | Performance    |
| -------- | ----------------- | --------------- | -------------- |
| 1        | Jim Thorpe        | États-Unis      | 8 412 pts (RM) |
| 1        | Hugo Wieslander   | Suède           | 7 724 pts      |
| '2       | Charles Lomberg   | Suède           | 7 413 pts      |
| 3        | Gösta Holmér      | Suède           | 7 347 pts      |
| 4        | James Donahue     | États-Unis      | 7 083 pts      |
| 5        | Eugene Mercer     | États-Unis      | 7 074 pts      |
| 6        | Valdemar Wickholm | Finlande        | 7 059 pts      |
| 7        | Erik Kugelberg    | Suède           | 6 758 pts      |
| 6        | Karl von Halt     | Empire allemand | 6 682 pts      |

- Jim Thorpe a été disqualifié en 1913 par le CIO. Il n'a été réhabilité qu'en 1983.